# Izvor, Caraș-Severin
Izvor este un sat în comuna Cornereva din județul Caraș-Severin, Banat, România.